# Опасни типове
„Опасни типове“ (на английски: Tough Guys) е американска криминална комедия от 1986 г. на режисьора Джеф Каню и участват Бърт Ланкастър, Кърк Дъглас, Илай Уолък, Чарлс Дърнинг, Дейна Карви и Дарлин Флюгел. Това е първият филм от „Тъчстоун Пикчърс“, и последният филм, който е пуснат от „Брайна Къмпани“.
Ланкастър и Дъглас участваха заедно в много филми, включително „Аз крача сам“ (1947), „Престрелка при O.K. Корал“ (1957), „Ученик на дявола“ (1959) и „Седем дни през май“ (1964).